# Classe velica

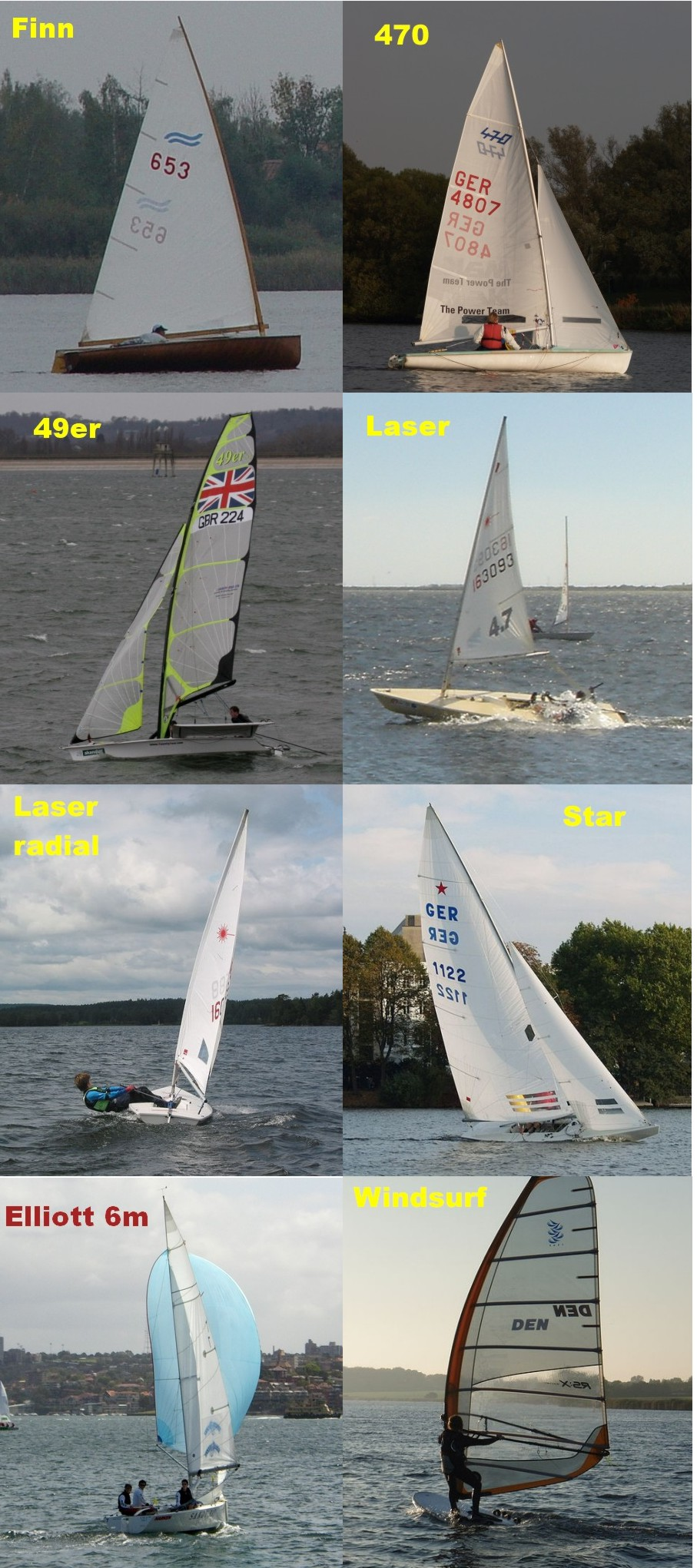
Le otto classi olimpiche di Londra 2012

La classe velica di un'imbarcazione corrisponde all'insieme di regole, condizioni e vincoli (in sintesi, il modello) poste alla costruzione e all'allestimento di imbarcazioni a vela destinate a competere con altre barche simili o identiche, appartenenti alla stessa classe.

## Classi veliche
L'individuazione di classi veliche risponde all'esigenza di esaltare le capacità individuali dei concorrenti nelle regate veliche e non favorire il ricorso ad imbarcazioni strutturalmente più competitive (e, in genere, più costose) da parte di alcuni concorrenti a discapito di altri. L'obiettivo è quindi quello di far competere i concorrenti ad armi pari.
Ciascuna classe risponde a specifiche e dettagliate Regole di classe definite dalla rispettiva Associazione di Classe. Tali regole possono essere estremamente dettagliate e possono arrivare fino a stabilire il nome del costruttore autorizzato a produrre le imbarcazioni certificate per poter partecipare alle competizioni della classe, come nel caso del Laser o dei catamarani Hobie Cat.
È in uso pertanto raggruppare le classi veliche in:
- classi monotipo, ovvero rigida descrizione delle misure dell'imbarcazione fino a prevedere i cantieri riconosciuti (p. es. Laser);
- classi a restrizione, dove un insieme di parametri variabili deve portare ad un risultato fissato (p. es. Classe 12 metri Stazza Internazionale);
- classi libere, ovvero massima libertà nella realizzazione dell'imbarcazione (p. es. i classe libera della  Centomiglia del Garda);

## Le classi ISAF
Vengono elencate di seguito le Classi veliche certificate dalla Federazione Internazionale della Vela (World Sailing), raggruppate in Olimpiche, Derive, a Dislocamento, Multiscafi e Tavole a vela.

### Classi Olimpiche
Include diverse tipologie di imbarcazione, che si distinguono dalle altre per essere ammesse ai Giochi Olimpici. La lista di classi ammesse ai Giochi viene aggiornata costantemente al fine di seguire l'evoluzione nella pratica internazionale dello sport. 

Le classi veliche delle Olimpiadi 1960-64-68: da Sx: quelle a deriva mobile: classe "Finn", classe "Flying Dutchmann"; quelle a chiglia: classe "Star", "Dragone" (scafo marrone, chiglia grigia) e la classe internazionale 5,5 metri

La tendenza manifestata in anni recenti ha seguito due direttrici principali: da un lato, l'esigenza di favorire imbarcazioni relativamente poco costose, per favorire l'avvicinamento a questo sport, tradizionalmente considerato elitario, anche alle classi medie (tendenza perseguita ad es. con l'introduzione del Laser e l'esclusione del Flying Dutchman); dall'altro, la volontà di aumentare la spettacolarità dello sport ed attrarre l'interesse dei media (es. tramite l'introduzione del 49er).

#### Classi olimpiche correnti
Nella tabella che segue, le competizioni in programma ai Giochi olimpici di Rio de Janeiro 2016.

Le 8 classi in programma a, da sinistra: RS:X, Laser Radial, Laser, Finn, 470, 49er, Elliott 6m e Star

| Categoria  | Classe       | Maschile | Femminile | Misto | Equipaggio   | Presenze        |
| ---------- | ------------ | -------- | --------- | ----- | ------------ | --------------- |
| Derive     | Finn         | x        |           |       | singolo      | 16ª consecutiva |
| Derive     | 49er         | x        |           |       | doppio       | 4ª consecutiva  |
| Derive     | 49er FX      |          | x         |       | doppio       | 1a              |
| Derive     | 470          | x        | x         |       | doppio       | 10ª consecutiva |
| Derive     | Laser        | x        |           |       | singolo      | 6ª consecutiva  |
| Derive     | Laser Radial |          | x         |       | singolo      | 2ª consecutiva  |
| Catamarani | Nacra 17     |          |           | x     | doppio misto | 1ª              |
| Windsurf   | RS:X         | x        | x         |       | singolo      | 3ª consecutiva  |

#### Ex classi olimpiche
| Categoria        | Classe          | 1932 | 1936 | 1948 | 1952 | 1956 | 1960 | 1964 | 1968 | 1972 | 1976 | 1980 | 1984 | 1988 | 1992 | 1996 | 2000 | 2004 | 2008 | Tot. |
| ---------------- | --------------- | ---- | ---- | ---- | ---- | ---- | ---- | ---- | ---- | ---- | ---- | ---- | ---- | ---- | ---- | ---- | ---- | ---- | ---- | ---- |
| Derive           | Flying Dutchman |      |      |      |      |      | •    | •    | •    | •    | •    | •    | •    | •    |      |      |      |      |      | 8    |
| Derive           | Europa          |      |      |      |      |      |      |      |      |      |      |      |      |      | •    | •    | •    | •    |      | 4    |
| Barche a chiglia | Soling          |      |      |      |      |      |      |      |      | •    | •    | •    | •    | •    | •    | •    | •    |      |      | 8    |
| Barche a chiglia | Dragon          |      |      | •    | •    | •    | •    | •    | •    | •    |      |      |      |      |      |      |      |      |      | 7    |
| Barche a chiglia | 5,5 metri       |      |      |      | •    | •    | •    | •    | •    |      |      |      |      |      |      |      |      |      |      | 5    |
| Barche a chiglia | Tempest         |      |      |      |      |      |      |      |      | •    | •    |      |      |      |      |      |      |      |      | 2    |
| Barche a chiglia | Yngling         |      |      |      |      |      |      |      |      |      |      |      |      |      |      |      |      |      | •    | 1    |
| Multiscafi       | Tornado         |      |      |      |      |      |      |      |      |      | •    | •    | •    | •    | •    | •    | •    | •    | •    | 9    |
| Windsurf         | Mistral         |      |      |      |      |      |      |      |      |      |      |      |      |      |      | •    | •    | •    |      | 3    |

Vintage Yachting Games

Le 8 classi presenti a, da sinistra: Windsurf, Laser (Laser radial per le donne), Finn, 470, 49er, Tornado, Yngling (solo donne) e Star (solo uomini)

Dopo le Olimpiadi di Pechino 2008 la Vintage Yachting Games Organization ha cominciato ad organizzare i Vintage Yachting Games  dedicati esclusivamente alle seguenti ex classi olimpiche (former Olympic sailing classes).
- Europa
- Olimpica[2]
- Flying Dutchman
- 12 piedi[3]

- Soling
- Dragon[4]
- Tempest[5]
- 5,5 metri[6]

### Classi Internazionali Derive
Le Derive sono imbarcazioni manovrate da un equipaggio ridotto (da uno a tre membri) in cui l'equilibrio idrostatico durante la navigazione (quando il vento esercita una pressione sulle vele) viene mantenuto dal peso dell'equipaggio. Per mantenere tale equilibrio l'equipaggio deve quindi spostarsi nella barca per opporre resistenza alla tendenza al ribaltamento quando la barca è sottoposta a pressioni laterali del vento. La chiglia, o piano di deriva, delle Derive è in genere retraibile per favorire le andature portanti (e l'ingresso in planata dello scafo), nonché l'accostamento a bassi fondali.
- Dinghy 12 piedi
- 29er
- 420
- 505
- Cadet
- Contender
- Enterprise
- Europa
- Fireball
- Flying Dutchman
- Flying Junior
- Laser 4.7
- Laser II
- Lightning
- Mirror
- Moth
- Ok Dinghy
- Optimist
- RS Feva
- Snipe (o Beccaccino)
- Sunfish
- Topper
- Vaurien
- Classe Strale

### Classi Internazionali Barche a Chiglia
Le imbarcazioni a chiglia (dette anche a dislocamento), in lingua inglese keelboats, sono dotate di un "piano di deriva", o bulbo, appesantito al fine di mantenere l'equilibrio statico della barca in navigazione, quando le vele sono sottoposte alla pressione del vento. Benché, sotto il profilo dell'equilibrio statico, l'equipaggio non sia determinante a mantenere l'equilibrio della barca, in genere si tende a disporre i pesi sull'imbarcazione al fine di resistere alla tendenza al rovesciamento, permettendo di mantenere lo scafo in una posizione più corretta dal punto di vista idrodinamico. Nonostante la presenza della chiglia fissa alcune di queste imbarcazioni, come ad esempio il melges 24, l'ufo 22, il laser SB20 eccetera, possono entrare in planata. In quasi tutti i casi poi, in presenza di forti venti e mare formato, si possono verificare fenomeni di "surfing" sull'incavo dell'onda
- 11 Metri S.I.
- Fun (barca a vela)
- Melges 24
- Meteor (barca a vela)
- Star (vela)
- J/24

### Classi Internazionali Multiscafi
Le imbarcazioni multiscafo mantengono il proprio equilibrio idrostatico grazie alla larga base di appoggio fornita dalla distanza fra i diversi scafi di cui sono composte. La stabilità di queste imbarcazioni è a metà strada fra quella delle derive e quella delle imbarcazioni a chiglia. Con venti relativamente leggeri, infatti, i multiscafi oppongono una resistenza autonoma alla tendenza al rovesciamento, derivante dal loro intrinseco equilibrio idrostatico. Quando la pressione del vento, tuttavia, supera la tendenza al raddrizzamento fornita dagli scafi, l'equilibrio può essere mantenuto solo grazie al posizionamento dell'equipaggio in modo da aumentare la resistenza al rovesciamento. La maggior resistenza al raddrizzamento rispetto alle derive fa sì che i multiscafi siano in grado di issare piani velici sensibilmente più estesi rispetto alle derive, mentre l'assenza di una chiglia fissa (o bulbo) rende tali imbarcazioni estremamente più leggere rispetto alle imbarcazioni a chiglia. Ne derivano quindi imbarcazioni estremamente competitive e molto veloci, le cui prestazioni non possono essere comparate con le altre tipologie di imbarcazione.
- Classe A
- Classe C
- Dart 18
- Formula 18
- Hobie 14
- Hobie 16
- Hobie 17
- Hobie 18
- Hobie Tiger
- Tornado
- Extreme 40

### Classi Internazionali Windsurf
- RS:X
- Formula Windsurfing
- Funboard
- Mistral
- Mistral Junior
- Raceboard
- IQ Foil (classe olimpica per Parigi 2024)